# Лектар музеј у Радовљици (Словенија)
Лектар музеј у Радовљици (словен. lektar = медењак) је музеј лицидарских колача, односно медењака, који се налази у старом језгру града Радовљица у Словенији. Смештен је у подруму гостионице „Лектар”, на Линхартовом тргу.

## Историја
Занатска израда колача од брашна, меда и миришљавих зачина била је распрострањена широм средње Европе већ у 16. и 17. а посебно у 19. веку. Они представљају традиционалну делатност и у Србији (лицидарски колачи), као и у Хрватској (лицитарски колачи), где су уврштени у УНЕСКО-ву листу нематеријалног културног наслеђа света.
Прва „Лектар” радионица за печење медених колача и израду свећа започела је рад у овој кући, која је старија од 500 година. 1766. године Јакоб Кривиц је отворио лектарску радионицу. Живео је 90 година, и занат пренео свом сину који је 1822. отворио и гостионицу у истој кући. Због заната израде колача медењака добила је име „При Лектарју” (sloven. Pri Lektarju). 
Лектарство је традиционални стари занат Словеније. Декорисано пециво прави се од меденог теста који се обликује дрвеним или лименим калупом, или ручно. Током касног средњег века било је популарно у друштвеној елити. Најстарији сачувани дрвени калуп, направљен за власника племића, датира из 16. века. Овај занат је један од најстаријих који се практиковао у градовима и на трговима, док су се сеоске радионице појавиле у 19. веку, када је израда ових производа доживела свој врхунац. У тим су временима ови производи сматрани значајним порукама љубави, док су данас сувенири, промотивни или пословни поклони. У Музеју се чува и колекција старих медењака у разним облицима. 

## Производи
Данас је радионица – музеј у власништву Јозе Андрејаса, који ту живи са својом бројном породицом. Они се труде да сачувају ову традицију, што је видљиво од тренутка када се уђе у зграду. У радионици медених колача може се сазнати све о историји музеја и медењака, укључујући и начин израде. Традиционално су у облику срца (лицидарско срце), намењени као поклон вољенима. На срце се може написати име вољене особе, или неки други натпис. Данас се могу набавити у разним облицима, као што су мачке, коњи, потковице, зечеви, звезде, птице...

### Симболика
Црвена боја срца симболизује љубав и страст, као и срце, само по себи моћан симбол широм света. Жута трака симболизује бесконачност, док зелена трака са цвећем представља раст и напредак. Мало огледало у срцу је за младе девојке, да се у њему огледају. 

## Израда производа од меда
Процес израде је прилично дуготрајан. Ако се узму све његове фазе, треба око недељу дана. Ради се по старим, традиционалним методама, а радници су обучени у старе, традиционалне ношње из касног 18. века. Тако се посетиоци враћају у стара времена, када су мајстори заната сматрани уметницима. 
Састојци ових колача су брашно, мед, јаја, вода и природне боје. Тесто сазрева неколико дана, затим се обликује и пече, суши, боји и после сушења коначно украшава. Сваки украс се поставља ручно, a svi производи су јестиви. 

## Галерија
- Дрвена кухињска лопата у радионици Лектар
- Пећ у радионици Лектар
- Различити облици колача Лектар
- Припрема теста у старинској кухињи Лектар
- Припрема колача у радионици Лектар
- Различити колачи у облику срца